# Křížová cesta (Losina)
Zaniklá Křížová cesta v Losině v okrese Plzeň-jih vedla přibližně 1,7 kilometru jižně od obce na Křížový vrch (původně Vrabina).

## Historie
Křížová cesta byla založena roku 1890 ze sbírek a vyzdobena sochami plzeňského sochaře Galganiho. Vedla ke kapli Povýšení svatého Kříže na vrcholu kopce.

### Kostel Povýšení svatého Kříže

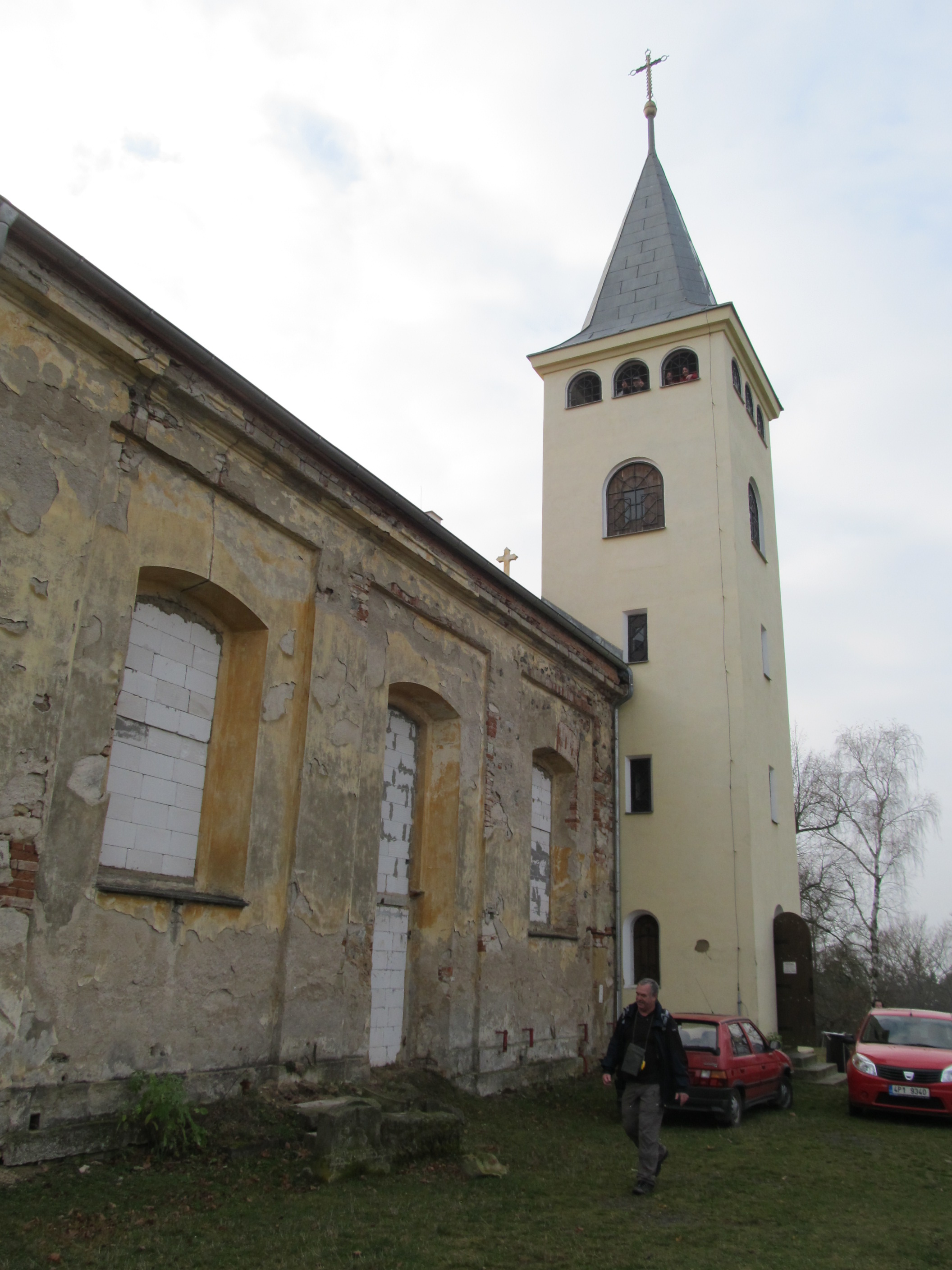
Kaple Povýšení svatého Kříže s vyhlídkovou věží

Nejstarší církevní stavbou na kopci byl kříž postavený roku 1739 Janem Václavem Eberlem. Místo se stalo poutním a začalo se mu říkat Křížový vrch. Iniciátorem stavby kostela byl chotěšovský probošt Christoph Schmiedl. Základní kámen byl položen 3. ledna 1747, stavba byla dokončena 9. listopadu 1755. Kostel byl postaven podle vzoru pražského kostela Na Karlově, stěny byly vyzdobeny freskami malíře Julia Luxe. Uvnitř byly čtyři oltáře - svatého Jana Křtitele, svatého Jana Evangelisty a svatého Jana Nepomuckého. Čtvrtý oltář byl vyvýšený, vedlo k němu 18 mramorových schodů a visel na něm zázračný kříž. Ve schodech byly zabudovány ostatky svatých a po stranách schodů stálo 12 pozlacených andělů. Kostel byl zrušen roku 1782 za josefínských reforem společně s chotěšovským klášterem. Roku 1802 byl prodán a následně rozebrán na stavební kámen, zázračný kříž byl uložen v kostele ve Stodu.
Na místě zbořeného kostela roku 1859 zahájil chotěšovský kaplan Felix Koch stavbu nové kaple. Ta byla vysvěcena dne 6. června 1862 a byl do ní znovu umístěn zázračný kříž. Roku 1929 byla ke kapli přistavěna drobná sakristie a roku 1931 věž s vyhlídkovou plošinou.

### Zánik poutního místa
Roku 1959 se konala poslední pouť ke kapli spojená se mší, poté byly poutě zakázány. Roku 1967 zabrala vrch armáda, která kapli využívala jako naváděcí bod pro vojenské letiště v Líních. V té době byla zničena křížová cesta vedoucí na vrchol.
Kaple byla vrácena církvi roku 1995, později byla převedena na obec. V té době byly odstraněny zbytky krovů a střechy nad lodí a přístavkem. Zbořena byla klenba nad lodí a celá sakristie vzadu. Zbořen byl i přilehlý dům pro poutníky. Byla zahájena oprava a zpřístupnění vyhlídkové věže. Sochy křížové cesty, které se podařilo zachránit, jsou umístěny ve věži a jsou přístupné.